# Gressin
Le gressin (en italien : grissino, pluriel : grissini) est un petit pain allongé et sec originaire de la région du Piémont, en Italie, généralement pas plus épais qu'un stylo pour 25 cm de long environ (sauf exception chez un traiteur[Lequel ?]). Leur création remonte au XIVe siècle.

## Étymologie
Le nom « gressin » dérive du mot ghërsa, une recette de pain piémontaise dont la forme est allongée.

## Histoire
Certains font remonter l'origine des grissini à Turin au XIVe siècle quand pour faire face à l'inflation, les boulangers auraient aminci la baguette de pain local (grissia) donnant ainsi naissance au gressin.
Traditionnellement, sa naissance remonte à 1679, lorsque le boulanger de la cour Antonio Brunero, sous les instructions du médecin Teobaldo Pecchio de Lans-l'Hermitage, inventa cet aliment hygiénique et digeste pour nourrir le futur roi Victor-Amédée II, de santé fragile et incapable de digérer le pain commun, cuit trop vite et gâté par les bactéries,. Le roi Charles-Félix en était tellement friand que, dans sa loge du Teatro Regio, il les croquait comme amuse-gueules. 
Le succès des gressins a été particulièrement rapide, à la fois en raison de leur plus grande digestibilité par rapport au pain ordinaire, et parce qu'ils pouvaient être conservés pendant plusieurs semaines sans se détériorer. Ils sont ainsi devenus la friandise des aristocrates. Parmi les grands admirateurs de la baguette turinoise, on ne peut manquer de citer Napoléon Bonaparte, qui a créé, au début du XIXe siècle, un service d'autobus entre Turin et Paris principalement destiné au transport de ce qu'il appelait « les petits bâtons de Turin », plus longs et plus larges que ceux actuels et qui lui permettaient de soulager ses ulcères.

## Caractéristiques

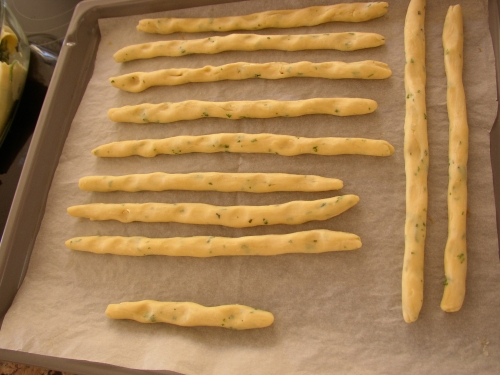
Gressins à la sortie du four.

La recette originale du grissino torinese (« gressin turinois », toujours utilisée à Turin) diffère de la version moderne : les gressins étaient plus larges, plus longs, faits à la main, souvent torsadés et ressemblaient plus, par leur pâte, à du pain. Traditionnellement, ils sont faits d'un peu d'eau, de deux tiers de farine de blé et d'un tiers de farine de seigle, avec parfois un trait de farine de maïs. Les variations les plus connues sont le grissino stirato, le « gressin étiré », c'est-à-dire droit, et le grissino rubatà, « gressin tombé », c'est-à-dire pétri à la main. Rubatà est un mot piémontais signifiant « tomber ».
On les retrouve souvent comme amuse-gueules dans les restaurants, et parfois comme hors-d'œuvre avec des ingrédients plus luxueux tels que le jambon de Parme ou la truite fumée.
Il existe d'autres sortes de gressins, appelés rosquilletas, originaires de Castelló de la Plana en Espagne.